# 26 Comae Berenices
26 Comae Berenices är en gul jätte  i stjärnbilden Berenikes hår. Stjärnan är av visuell magnitud +5,49 och synlig för blotta ögat vid någorlunda god seeing. Den befinner sig på ett avstånd av ungefär 275 ljusår.